# Serena Daolio
Serena Daolio (ur. 21 czerwca 1972 w Carpi) – włoska sopranistka.

## Życiorys
Ukończyła Conservatorio di Musica Arrigo Boito w Parmie w klasie Donatelli Saccardi.
Jej debiut z rolą główną w operze Traviata był uhonorowany pierwszą nagrodą w konkursie Primo Palcoscenico konserwatorium w Cesenie. W 2005 roku zdobyła główną nagrodę w Concurso Francisco Viñas w Barcelonie.